# Adobe Bridge
Adobe Bridge è un programma organizzativo creato e distribuito da Adobe come parte di Adobe Creative Suite, a partire dalla versione CS2. Il suo scopo principale è quello di collegare le parti della Creative Suite utilizzando un'interfaccia simile a quella del browser di file trovato nelle versioni precedenti di Adobe Photoshop. È accessibile da tutti gli altri componenti della Creative Suite (eccetto per la versione stand-alone di Adobe Acrobat 8).
Adobe Bridge è inoltre incluso nella versione stand-alone di Photoshop ed è in grado di eseguire alcune operazioni tipiche di Photoshop.

## Funzionalità
Bridge dispone di utilità per aiutare con l'organizzazione, tra cui l'assegnazione di etichette colorate o classificazione a stelle alle immagini, la capacità di modificare la XMP e IPTC di un file di immagine, e la capacità di lavorare con diverse versioni di un file che fa parte di un progetto Adobe Version Cue; supporta l'editing di immagini digitali in formato RAW.
I file immagine possono essere visualizzati in diverse dimensioni di anteprima, in proiezioni di diapositive o elenchi. Ogni cartella ha un file di cache per accelerare i tempi di visualizzazione delle immagini durante un'anteprima.
Adobe Bridge è ampiamente personalizzabile usando JavaScript.

## Servizi on-line
Adobe Bridge mette a disposizione dell'utente anche funzionalità on-line.

### Adobe Stock Photos
Adobe Bridge consente di accedere al servizio Adobe Stock Photos, conosciuto anche come ASP, una raccolta on-line di immagini royalty-free. Adobe Stock Photos rappresenta uno strumento pratico che consente ai creativi di effettuare ricerche in varie librerie di immagini contemporaneamente e di acquistare immagini esenti da diritti.
Il servizio è stato sospeso da Adobe il 1º aprile 2008. La motivazione della sospensione di questo servizio è stata resa nota da Adobe sul proprio sito ed essa recita: Adobe ha deciso di concentrarsi su altri settori.

### Adobe Bridge Home
Adobe Bridge Home è una sezione di Adobe Bridge introdotta a partire alla versione CS3 che funge da punto centrale dal quale accedere a informazioni aggiornate su tutto il software Adobe Creative Suite 3.
Il servizio è stato sospeso da Adobe il 30 gennaio 2009. La motivazione della sospensione di questo servizio è stata resa nota da Adobe sul proprio sito ed essa recita: Adobe ha preso questa decisione per potersi concentrare su altre priorità.